# Sergio Salvati
Sergio Salvati (* 16. Juni 1938 in Rom) ist ein italienischer Kameramann.

## Leben
Salvati begann seine Laufbahn als Kameraassistent in den 1960er Jahren, zuerst bei Renzo Merusis Die Hölle am gelben Fluß. Seine Werkliste dieser Zeit umfasst auch Zwei glorreiche Halunken und Medea. Beginnend mit Dolanies-Melodie – Melodie des Todes aus dem Jahr 1971 war er als eigenständiger Kameramann tätig. Im Jahr 1975 begann seine mehrjährige Zusammenarbeit mit dem Regisseur Lucio Fulci, für den er dessen bedeutendsten Splatterfilme fotografierte. Ab 1986 Jahren war Salvati in den USA an einigen Filmen beteiligt, die von Charles Band produziert und teilweise auch inszeniert wurden. In den 1990er Jahren war er an der Fernsehserie Die Kinderklinik beteiligt. Insgesamt umfasst seine Filmografie mehr als 50 Produktionen.

## Filmografie (Auswahl)
- 1971: Dolanies-Melodie – Melodie des Todes (Deserto di fuoco)
- 1975: Verdammt zu leben – verdammt zu sterben (I quattro dell'apocalisse)
- 1977: Die sieben schwarzen Noten (Sette note in nero)
- 1978: Silbersattel (Sella d'argento)
- 1979: Woodoo – Die Schreckensinsel der Zombies (Zombi 2)
- 1979: Dr. Jekylls unheimlicher Horrortrip (Dottor Jekyll e gentile signora)
- 1980: Ein Zombie hing am Glockenseil (Paura nella città dei morti viventi)
- 1980: Das Syndikat des Grauens (Luca il contrabbandiere)
- 1980: Flying Sex – Die kessen Stewardessen (Sesso profondo)
- 1981: The Black Cat (Il gatto nero)
- 1981: Über dem Jenseits (E tu vivrai nel terrore – L'aldilà)
- 1981: Das Haus an der Friedhofsmauer (Quella villa accanto al cimitero)
- 1982: The Riffs – Die Gewalt sind wir (1990: I guerrieri del Bronx)
- 1983: Thunder (Thunder)
- 1986: Killerhaus – Horror der grausamsten Art (Crawlspace)
- 1987: Catacombs – Im Netz des Dunkeln (Catacombs)
- 1987: Alien Transformations (Transformations)
- 1987: Ghoulies II
- 1988: Underground Werewolf (Cellar Dweller)
- 1989: Puppet Master
- 1997: Wax Mask (M.D.C. – Maschera di cera)
- 2003: Red Riding Hood